# Підлісна Тавла
Підлі́сна Та́вла (рос. Подлесная Тавла, ерз. Вирь Тавла) — село у складі Кочкуровського району Мордовії, Росія. Адміністративний центр та єдиний населений пункт Підлісно-Тавлинського сільського поселення.

## Географія

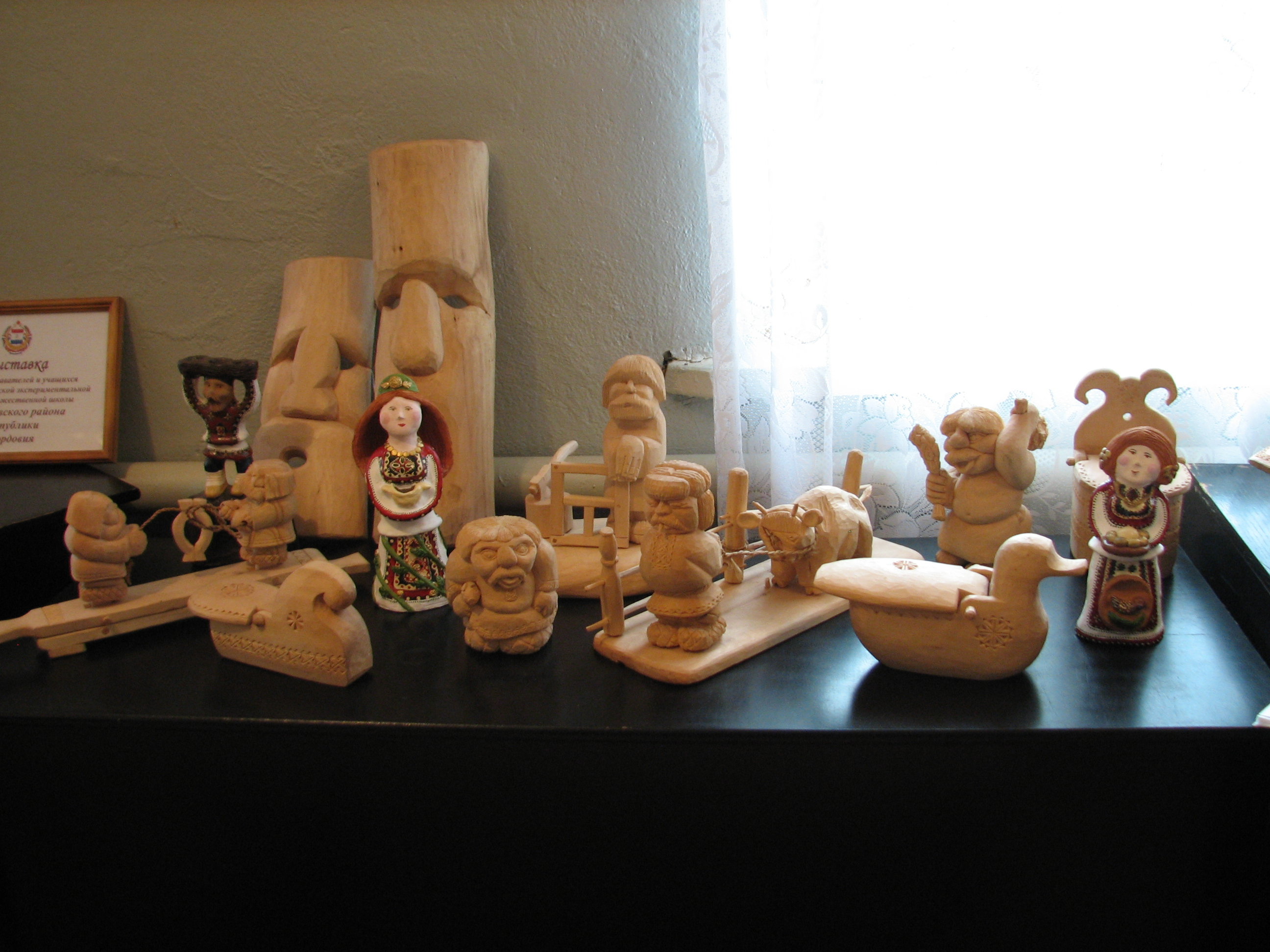
Різьблення по дереву з Підлісної Тавли

Село розташоване на невеликій річці Тавла поблизу лісового масиву. Відстань до районного центру — близько 7 км та 19 км від залізничної станції Воєводське.
Назва-топонім, який містить тюркські лексичні елементи: Тау/тав — «гора» (тюрк.) . На думку Дмитра Циганкіна, відомого фіно-угрознавця: «в дослівному перекладі на російську мову топоутворення Тавла позначає 'гористий'».

## Історія
Згадується в «Саранський митній книзі» (1692). За актового документу 1706 року в Підлісній Тавлі було 57 дворів. У 1867 році в селі був побудований Христоріздвяний Храм (відроджений у 2001 році).
В «Списку населених місць Пензенської губернії» (1869) Підлісна Тавла — казенне село з 183 дворами Саранського повіту; було 3 млини і олійниця. У 1914 році в Підлісній Тавлі налічувалося 299 дворів. У 1929 році була створена комуна «Ерзянь зоря» («Ерзянська зоря»), з 1931 року — колгоспи «Ерзя» і «Червоний трактор», з 1939 року — укрупнений колгосп ім. 18-го партз'їзду, з 1997 року — СГВК, з 2001 року — ТОВ «Тавла».
Є будинок культури (нині закритий через аварійний стан), основна школа, а також Підлісно-Тавлинська експериментальна дитяча художня школа, працює сільськогосподарське підприємство — ТОВ Агрофірма «Тавла».
6 вересня 2006 року було відкрито унікальний будинок-музей «Етно-Кудо» ім. В. І. Ромашкіна.
Є Христоріздвяна церква — дерев'яна церква, побудована і освячена в 1867 році на честь Різдва Христового, за радянських часів була повністю зруйнована. Після утворення Саранської і Мордовської єпархії відродженому приходу було передано (у 2001 році) одноповерхова дерев'яна будівля колишньої колгоспної їдальні, яка потім була обкладена цеглою, над дахом зведений позолочений купол з хрестом, побудована невелика двоярусна восьмигранна дзвіниця, увінчана шатровим навершям з малим куполом. Прихрамова територія обнесена візерунковою залізною огорожею. Частина ікон старого храму була збережена жителями села і повернута до нової церкви.

## Населення
Населення — 608 осіб (2010; 702 у 2002).
Національний склад (станом на 2002 рік):
- ерзяни — 85 %

## Відомі люди
В селі народилися:
- Герой Радянського Союзу Кудашкін Іван Степанович. На будівлі школи встановлено меморіальну дошку[5].
- Учений І. Ф. Каргін[6].
- Різьбяр по дереву Калаганонь Керяз (він же Рябов Петро Володимирович).

## Школа різьблення по дереву
Підлісна Тавла відомо різьбленням по дереву, яке має деяку схожість з богородською іграшкою, але зі своїм, особливим, колоритом. Центральне місце в роботах тавлінських майстрів займає образ людини в різних життєвих ситуаціях, часто наповнених гумором.
Школа різьблення по дереву була заснована в 1970-х роках випускником Ічалківського педагогічного училища Миколою Івановичем Мастіним, який організував при місцевій школі гурток різьблення по дереву, який став потім Підлісно-тавлінською експериментальною дитячою художньою школою.